# Huanghezhen Shuiku
Huanghezhen Shuiku (kinesiska: 黄河镇水库) är en reservoar i Kina. Den ligger i provinsen Sichuan, i den sydvästra delen av landet, omkring 150 kilometer sydost om provinshuvudstaden Chengdu. Trakten runt Huanghezhen Shuiku består till största delen av jordbruksmark.
Genomsnittlig årsnederbörd är 1 341 millimeter. Den regnigaste månaden är juli, med i genomsnitt 266 mm nederbörd, och den torraste är december, med 17 mm nederbörd.